# Luidia yesoensis
Luidia yesoensis is een kamster uit de familie Luidiidae.
De wetenschappelijke naam van de soort werd in 1914 gepubliceerd door Seitaro Goto.